# Elf (Amerikaanse band)
Elf was een Amerikaanse bluesrockband en werd opgericht door Ronnie James Dio. De songs zijn een mengeling uit dixieland, blues en rock-'n-roll.

## Bezetting
Oprichters
- Ronnie James Dio (zang, e-basgitaar, tot 2010)
- Doug Thaler (keyboards, tot 1968)
- Gary Driscoll (drums, percussie, tot 1987)
- David Feinstein (gitaar, tot 1973)
- Nick Pantas (gitaar, tot 1968)

Voormalige leden
- Doug Thaler (gitaar, 1968–1972)

Laatste bezetting
- Ronnie James Dio (zang, tot 2010)
- Craig Gruber (basgitaar, vanaf 1973)
- Steve Edwards (gitaar, vanaf 1973)
- Gary Driscoll (drums, tot 1987)
- Mark Nauseef (percussie, 1975)
- Micky Lee Soule (keyboards, vanaf 1968)

## Geschiedenis
Ronnie James Dio en Nick Pantas kenden zich reeds van Ronnie Dio And The Prophets. Nadat deze band in de herfst van 1967 werd ontbonden, formeerden beiden samen met Dio's neef David Feinstein, Doug Thaler en Gary Driscoll The Electric Elves. Midden 1969 besloten ze kort voor het uitbrengen van hun tweede single tot een inkorting van de bandnaam. In 1968 was de band betrokken bij een auto-ongeluk, waarbij Nick Pantas overleed en Doug Thaler zwaar werd gewond. Na een meerdere maanden durend ziekenhuisverblijf besloot Thaler om de band te verlaten. Terwijl de positie van tweede gitarist niet meer werd ingevuld, kwam voor Thaler Micky Lee Soule als toetsenist bij de band. In deze nieuwe formatie noemden ze zich voortaan Elf.
Tijdens de daarop volgende jaren speelden ze in veel kleinere clubs. In 1972 werden ze gehoord door Roger Glover en Ian Paice van Deep Purple, die de band daarop een platencontract aanboden. De opnamen voor het eerste album, waarop Ronnie James Dio ook nog zelf de basgitaar bespeelde, vonden plaats in Studio One in Atlanta. Daarna begeleidden ze Deep Purple als voorband tijdens meerdere Amerikaanse tournees.
In het voorjaar van 1973 verliet David Feinstein de band en werd vervangen door Steve Edwards. Ook Craig Gruber voegde zich bij de band. In de zomer van hetzelfde jaar tekende Elf bij het Amerikaanse MGM Records en het Britse Purple Records een nieuw platencontract. Het door Roger Glover geproduceerde album werd Carolina County Ball genoemd. Feitelijk verscheen het op de Amerikaanse markt als L.A./59 met een andere hoes. Er volgde een verdere tournee als voorband van Deep Purple.
In december 1974 kwam Mark Nauseef bij de band. Met hem werd het derde album Trying to Burn the Sun opgenomen, weer met Roger Glover als producent. Direct na de opnamen, nog voor het uitbrengen van het album, werd de band ontbonden. Ritchie Blackmore, die net Deep Purple had verlaten, formeerde met Dio, Gruber, Driscoll en Soule de band Rainbow.

## Overleden
- Ronnie James Dio (2010)
- Gary Driscoll (1987)
- Nick Pantas (1968)
- Craig Gruber (2015)

## Discografie

### Singles
als The Electric Elves
- 1967 - Hey, Look Me Over / It Pays To Advertise (promo)

als The Elves
- 1969 - Walking In Different Circles / She's Not The Same
- 1970 - Amber Velvet / West Virginia

als Elf
- 1972 - Hoochie Koochie Lady / First Avenue
- 1972 - Sit Down Honey (Everything Will Be Alright) / Gambler, Gambler
- 1974 - L.A./59 / Ain't It All Amusing
- 1974 - L.A./59 / Carolina County Ball (in Duitsland)

### Albums
- 1972 - Elf
- 1974 - Carolina County Ball (internationaal nummer, US/Japan-Titel: L.A./'59)
- 1975 - Trying to Burn the Sun
- 1978 - The Gargantuan (compilatie)
- 1991 - The Elf Albums (compilatie)